# Venet (montagne)
Pour les articles homonymes, voir Venet.
Le Venet est une montagne qui s’élève à 2 512 m d’altitude dans les Alpes de l'Ötztal, en Autriche.